# Cathédrale de l'Immaculée-Conception de Saint-Georges
Pour les articles homonymes, voir Cathédrale de l'Immaculée-Conception.
La cathédrale de l'Immaculée-Conception est la cathédrale catholique de Saint-Georges, à Grenade. Elle est le siège du diocèse de Saint-Georges en Grenade et dédiée à l'Immaculée Conception de la Bienheureuse Vierge Marie.

## Historique

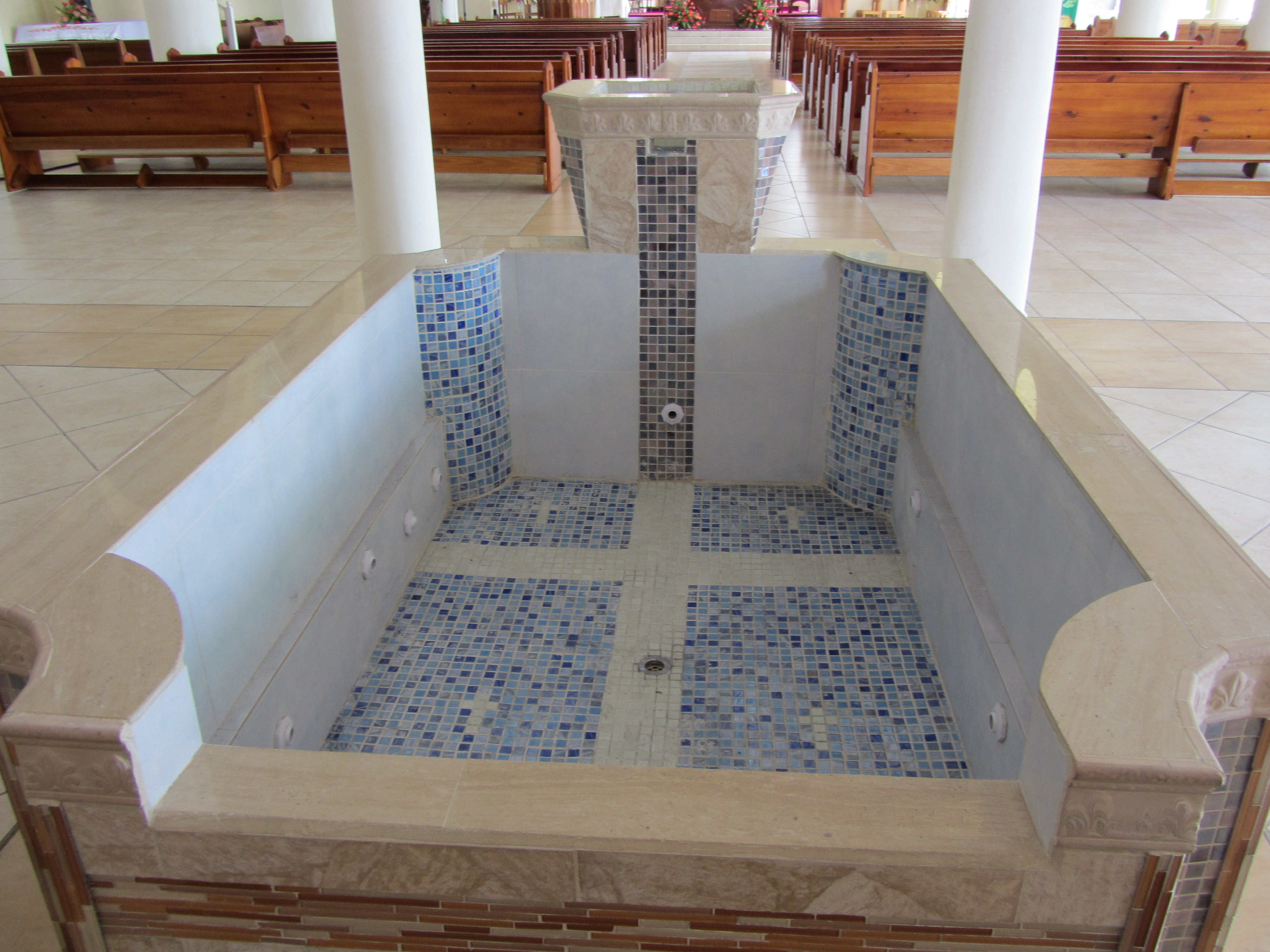
Fonts baptismaux.

La présence chrétienne en Grenade commence au XVIIe siècle avec l'arrivée des premiers colons français provenant de Martinique. La première messe est célébrée en 1650. Lorsque les Français décident de s'installer sur les hauteurs, au niveau du Carénage, une nouvelle église est construite et bénie le 10 septembre 1690.
À la fin de la guerre de Sept Ans, la France céda l'île de Grenade à l'Angleterre victorieuse qui s'accompagne de l'arrivée de l'Église anglicane même si les catholiques grenadiens bénéficient de plus de droits que les catholiques en Angleterre. En 1764, les six paroisses civiles établies par les Français en 1721 sont renommées.
En 1773, l'église est restaurée grâce aux contributions des prêtres et des paroissiens.
En octobre 1800, le gouvernement britannique s'appropriera l'église pour la mettre à la disposition de l'Église anglicane. Une allocation de 1000£ a été octroyée aux catholiques pour construire leur lieu de culte, au lieu même où s'élève la cathédrale actuelle.
Elle a subi de nombreux agrandissements, notamment la construction de la tour en 1818, elle-même agrandie dans les années 1920.
L'ouragan Ivan a complètement détruit la cathédrale ainsi que 33 églises, 15 presbytères et 17 écoles catholiques. En raison des nombreux dégâts, il a été recommandé de détruire le transept nord et certains murs de la cathédrale avant d'entamer une rénovation.

## Décoration intérieure
L'orgue à tuyaux a été construit par la société Bryson à Londres en 1880. Des vitraux ont été ajoutés vers 1910. En 2004, l'ostensoir, les crucifix et les bougeoirs ont été détruits par l'ouragan Ivan.